# Tadeusz Jakubski
Tadeusz Jakubski (ur. 31 maja 1893 w Sewastopolu, zginął 16 sierpnia 1920 pod Cycowem) – oficer armii rosyjskiej, Legionów Polskich, Wojska Polskiego w II Rzeczypospolitej, kawaler Orderu Virtuti Militari. Pośmiertnie awansowany na stopień rotmistrza.

## Życiorys
Urodził się w rodzinie Adolfa i Antoniny z Iwanickich. Absolwent gimnazjum realnego w Żytomierzu. W 1910 wstąpił do polskich organizacji niepodległościowych. W 1914 zmobilizowany został do rosyjskiego Dagestańskiego pułku konnego. W maju 1915 przedostał się do Legionów Polskich i otrzymał przydział do 1 pułku ułanów. Po kryzysie przysięgowym został internowany w Szczypiornie, a następnie w Łomży. W 1918 wstąpił do odrodzonego Wojska Polskiego, awansował na stopień porucznika i wyznaczony został na dowódcę 1 szwadronu 7 pułku Ułanów Lubelskich. W szeregach macierzystej jednostki walczył na frontach wojny polsko-bolszewickiej. W bitwie pod Cycowem, na czele swego oddziału wykonał szarżę w kierunku linii kilkakrotnie liczniejszego nieprzyjaciela. Poległ w boju. W 1921 za czyn ten pośmiertnie odznaczony został Krzyżem Srebrnym Orderu Wojskowego Virtuti Militari i awansowany na stopień rotmistrza.
Pochowany został w grobie rodzinnym na cmentarzu Powązkowskim (kwatera 220-3-16).

## Ordery i odznaczenia
- Krzyż Srebrny Orderu Wojskowego Virtuti Militari nr 194 – pośmiertnie, 1921[5][3]
- Krzyż Walecznych (czterokrotnie)[3]
- Medal Niepodległości[3]